# Boerhavia organensis
Boerhavia organensis är en underblomsväxtart som beskrevs av Paul Carpenter Standley. Boerhavia organensis ingår i släktet Boerhavia och familjen underblomsväxter. Inga underarter finns listade i Catalogue of Life.